# Elektracustika
Oficina Elektracustika G3, ou pelo nome mais conhecido Elektracustika, é o sétimo álbum de estúdio do grupo de rock cristão Oficina G3, lançado em maio de 2007 pela gravadora MK Music. Esse disco, segundo os membros da banda, tem a proposta de explorar o formato acústico de uma maneira criativa e rica, em contraste com a limitação e trivialidade dos trabalhos nesse formato, em comemoração dos seus 20 anos de existência. É o último projeto da banda produzido por Geraldo Penna juntamente com a banda e o primeiro com o baterista Alexandre Aposan e o guitarrista Celso Machado, respectivos baterista e guitarrista base contratados.

## Antecedentes

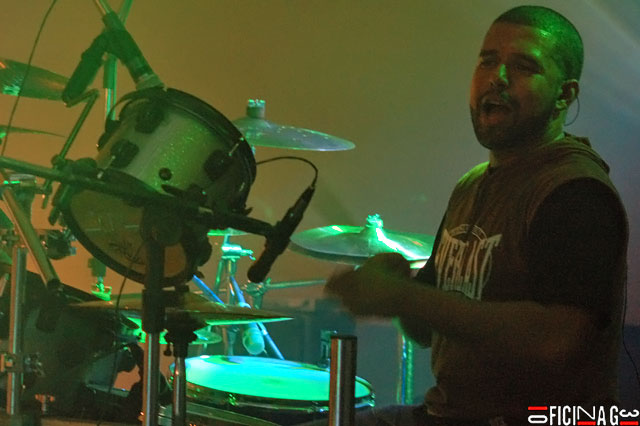
Alexandre Aposan (em foto de 2007) substituiu Lufe no Oficina G3.

No final da turnê do álbum Além do que os Olhos Podem Ver em novembro de 2006, o guitarrista Juninho Afram estava interessado e disposto a efetivar Lufe, que tocava com o Oficina G3 desde 2002, como membro do grupo. Mas, durante o processo, a banda descobriu que o baterista estava em um caso extraconjugal e os integrantes decidiram desligá-lo. O músico, anos mais tarde, falou abertamente sobre o assunto e que concordou com a decisão do trio, afirmando que "nunca culpei o Juninho, eu sabia que precisava aprender". Com isso, o grupo partiu rapidamente para encontrar um substituto. Uma indicação do produtor musical Geraldo Penna era Alexandre Aposan, um músico que tocava com o grupo de pagode Os Travessos. Aposan se lembra que tinha deixado um cartão de visitas para o produtor em 2000, e que sua vida profissional tinha mudado radicalmente com os anos, a ponto de estar desligado no que estava sendo produzido no cenário evangélico. Ele se encontrou com Penna e Afram numa pizzaria, e que o encontro teve aspectos constrangedores. O álbum mais recente do grupo que o baterista conhecia era Indiferença (1996) e não sabia que Walter Lopes tinha deixado de ser integrante em 2001. Juninho mostrou um trecho do álbum Além do que os Olhos Podem Ver com as execuções de Lufe e Alexandre ficou surpreso. O baterista então ficou responsável por ensaiar, em cerca de um dia, as faixas "De Olhos Fechados", "Mais Alto" e "Meu Legado".
Nesta época, o guitarrista Déio Tambasco deixou de trabalhar com o Oficina G3 para participar da reunião do Katsbarnea que geraria o álbum A Tinta de Deus (2007). Por isso, Celso Machado também estava para fazer sua primeira performance com o grupo, por indicação do ex-vocalista Luciano Manga. Durante o primeiro encontro com a banda para o teste, Aposan disse estar inseguro, e cogitou tocar com partitura. Duca Tambasco, então, teria estranhado a ponto do baterista desistir da ideia, perguntando: "E você vai tocar lendo? Legal". No final, os integrantes se declararam satisfeitos com a performance dos dois músicos e, dias depois, Aposan e Machado viajaram com a banda com o objetivo de concluir a turnê do projeto. O baterista se lembra que o primeiro show ocorreu em Montes Claros e, na ocasião, PG e Pregador Luo também se apresentaram. Segundo o músico, sua participação no Oficina G3 não foi bem recebida por parte dos fãs, sobretudo por sua atuação em outros gêneros e um rótulo pejorativo de "pagodeiro" em fóruns no Orkut. Juninho Afram tranquilizou Aposan e sugeriu que, se os comentários negativos o fizessem mal, excluisse suas redes sociais e ignorá-los, o que o baterista acabou fazendo.

## Produção
O álbum começou a ser gravado ainda em 2006. A proposta era de comemorar 20 anos do Oficina G3, retomando a proposta comemorativa de Acústico (1998). Naqueles dez últimos anos, a banda tinha produzido três álbuns inéditos. Além das faixas de O Tempo (2000), Humanos (2002) e Além do que os Olhos Podem Ver (2005), a banda acabou por regravar "Resposta de Deus" e "Razão", faixas originais de Nada É Tão Novo, Nada É Tão Velho (1993). Entre as inéditas, o destaque foi para "Eu, Lázaro".
Nota-se no álbum uma clara inspiração instrumental originária do rock progressivo com elementos do pop rock e do folk rock. Assim como no projeto anterior, Elektracustika tem todos seus vocais principais gravados por Juninho Afram.

## Lançamento e recepção
| Críticas profissionais | Críticas profissionais |
| Avaliações da crítica  | Avaliações da crítica  |
| Fonte                  | Avaliação              |
| ---------------------- | ---------------------- |
| Super Gospel           | [ 7 ]                  |
| O Propagador           | [ 8 ]                  |
| Território da Música   | [ 9 ]                  |

Elektracustika foi anunciado em março de 2007 e seu título original era OficinelektracustikamenteG3. O nome foi mal recebido pelo público e, uma semana depois, o tecladista Jean Carllos veio a público afirmando que a banda tinha decidido mudar o nome do trabalho para Oficina Eletracustika G3 em uma reunião com a gravadora MK Music. A obra recebeu avaliações favoráveis da crítica. Aaron M., para o Território da Música, afirmou que "o álbum foge do lugar comum, não caindo no padrão básico de uma banda de rock e passando longe do formato MTV, utilizado à exaustão atualmente". O guia discográfico do O Propagador atribuiu uma cotação de 4 estrelas de 5 justificando que "com a elegância de um projeto comemorativo e sem perder o gosto de ineditismo, Elektracustika é um dos álbuns mais refinados da Oficina G3". Já Roberto Azevedo, do Super Gospel, pontuou que a obra não trouxe "O Tempo", um dos maiores sucessos do grupo, mas que "a ideia de criar arranjos densos com temperos jazzísticos se encaixaram muito bem nas canções antigas e nos hinos novos".
Apesar das avaliações positivas da mídia especializada, a obra não agradou parte dos fãs da banda, que inicialmente não entenderam a proposta do trabalho. Na época, Duca Tambasco disse: "Muita gente não entendeu a proposta do Elektracustika, que era uma fase, um momento, como se de 10 em 10 anos fôssemos fazer algo diferente. E muita gente achou que tivéssemos mudado o estilo, e muita gente ficou até decepcionada".
Em 9 de novembro de 2008, o álbum foi certificado com um disco de Ouro pela ABPD, devido a mais de 40 mil cópias vendidas. Para a divulgação do álbum, foi lançado o clipe do single "Eu, Lázaro". O projeto recebeu indicações ao Troféu Talento em 2008, porém não venceu (perdendo para Eu Sou Livre, do ex-integrante PG). Também foi indicado ao Grammy Latino.

## Faixas
A seguir está a lista de faixas de Elektracustika:
| N.º            | Título                           | Compositor(es)                           | Vocais                        | Duração |  |
| 1.             | "Introdução"                     | Juninho Afram Duca Tambasco Jean Carllos | Instrumental                  | 0:56    |  |
| 2.             | "Além do que os Olhos Podem Ver" | Afram Tambasco Carllos                   | Juninho Afram                 | 4:19    |  |
| 3.             | "Desculpas"                      | Tambasco Carllos PG                      | Juninho Afram e Jean Carllos  | 3:50    |  |
| 4.             | "Mais Alto"                      | Afram Tambasco Carllos                   | Juninho Afram                 | 4:09    |  |
| 5.             | "Cura-me"                        | Afram Tambasco Carllos                   | Juninho Afram                 | 3:49    |  |
| 6.             | "Resposta de Deus"               | Afram Wagner Maradona                    | Juninho Afram                 | 4:19    |  |
| 7.             | "A Deus"                         | Afram Tambasco Carllos                   | Juninho Afram                 | 5:01    |  |
| 8.             | "Eu, Lázaro"                     | Afram Tambasco Carllos                   | Juninho Afram                 | 4:58    |  |
| 9.             | "Ele Vive"                       | Afram                                    | Juninho Afram                 | 4:17    |  |
| 10.            | "Razão"                          | Túlio Régis Afram                        | Juninho Afram                 | 4:08    |  |
| 11.            | "Preciso Voltar"                 | Afram Tambasco                           | Juninho Afram                 | 4:18    |  |
| 12.            | "A Lição"                        | Afram Tambasco Carllos                   | Juninho Afram                 | 4:05    |  |
| 13.            | "Deserto"                        | Afram Tambasco Carllos                   | Juninho Afram                 | 4:32    |  |
| 14.            | "Perfeito Amor"                  | Afram Tambasco PG                        | Juninho Afram                 | 3:41    |  |
| 15.            | "Me faz Ouvir"                   | Naldinho                                 | Juninho Afram e Duca Tambasco | 3:44    |  |
| Duração total: | Duração total:                   | Duração total:                           | Duração total:                | 60:34   |  |

## Ficha técnica
A seguir estão listados os músicos e técnicos envolvidos na produção de Elektracustika:
Banda
- Juninho Afram – vocal, violão, guitarra
- Duca Tambasco – baixo e vocal
- Jean Carllos – piano, teclado, sintetizador e vocal

Músicos convidados
- Celso Machado – violão
- Alexandre Aposan – bateria
- Matheus Ortega – flauta celta em "Introdução", "Além do que os Olhos Podem Ver" e "Cura-me"

Equipe técnica
- Geraldo Penna – produção musical, arranjos, técnico de gravação, pós-produção e mixagem